# Camino Antiguo a Tepoztlán
Camino Antiguo a Tepoztlán är en ort i Mexiko.   Den ligger i kommunen Tepoztlán och delstaten Morelos, i den sydöstra delen av landet, 50 km söder om huvudstaden Mexico City. Camino Antiguo a Tepoztlán ligger 1 628 meter över havet och antalet invånare är 137.
Terrängen runt Camino Antiguo a Tepoztlán är varierad, och sluttar söderut. Runt Camino Antiguo a Tepoztlán är det mycket tätbefolkat, med 1 463 invånare per kvadratkilometer. Närmaste större samhälle är Cuernavaca, 6,7 km sydväst om Camino Antiguo a Tepoztlán. I omgivningarna runt Camino Antiguo a Tepoztlán växer huvudsakligen savannskog.